# Coco (pel·lícula de 2017)
Coco és una pel·lícula nord-americana en 3D produïda per Pixar i distribuïda per Walt Disney Pictures. El 15 d'agost de 2015 a la D23 Expo Pixar es va confirmar el títol de la seva última pel·lícula, que està inspirada a la festa mexicana del Dia dels Morts. També es va confirmar que la pel·lícula seria dirigida per Lee Unkrich.
La seva estrena mundial es va dur a terme en iniciar el Festival Internacional de Cinema de Morelia, sent la primera vegada que una pel·lícula animada inaugurava aquest festival. El 20 d'octubre es va dur a terme la premiere de gala al Palau de Belles arts, màxim recinte de les arts a Mèxic. La seva estrena comercial va ser el 27 d'octubre de 2017 a Mèxic i el 22 de novembre de 2017 als Estats Units. La pel·lícula, juntament amb Cars 3, marcarà la segona vegada que Pixar ha tret dues pel·lícules en un mateix any.
Algunes setmanes després de la seva estrena a Mèxic, el film es va convertir en la pel·lícula més vista en la història cinematogràfica de Mèxic.
La pel·lícula no va arribar a doblar-se al català, com tampoc ho va fer en castellà peninsular, atès que es va estrenar als cinemes amb la versió mexicana. Tot i això, Pixar ja havia encarregat el doblatge al català i s'havia arribat a editar el tràiler en aquesta llengua. Quan la productora n'havia cancel·lat la versió en català, Lluís Comes ja havia traduït i ajustat el guió. El 2021 va sortir a la llum la versió catalana de les cançons del film «Un poco loco», «Tu pensa en mi» i «Gran "corazón"».

## Argument
Al petit poble de Santa Cecilia viu en Miguel, un nen de 12 anys que somia en ser un músic com el seu famós ídol Ernesto de la Cruz, un popular compositor/cantant i estrella de cinema que va morir quan va ser aixafat per una campana en una presentació en directe. No obstant això, la família d'en Miguel té una llarga i estricta restricció cap a la música que es remunta generacions en el passat, quan la rebesàvia de Miguel va ser abandonada per un músic que va decidir deixar la seva família amb tal de seguir els seus somnis. A causa d'això, la família de Miguel -els Rivera-, odien tot allò relacionat amb la música, especialment l'àvia de Miguel, que el sobreprotegeix i el cuida de qualsevol influència musical. Com a resultat d'això, l'únic familiar que li agrada a en Miguel és la seva besàvia Coco. El dia dels morts, després de trencar accidentalment el retrat de la seva rebesàvia Mamà Imelda, en Miguel descobreix que l'espòs d'aquesta usava una guitarra igual a la d'Ernesto de la Cruz, la qual cosa el porta a creure que ell i la seva família són parents de De la Cruz.
Quan en Miguel intenta participar en un concurs de talents a la fira de Santa Cecilia fent servir una guitarra que havia amagat de la seva família, la seva enfurismada àvia la trenca davant de tota la família, provocant que un dolgut Miguel fugi de casa per buscar una forma alternativa de participar reclamant que ja no vol formar part de la seva família. Miguel s'escapoleix en el mausoleu de De la Cruz per robar la seva guitarra i usar-la en el concurs. Al moment que Miguel toca la guitarra és -d'alguna manera- transportat a una dimensió alternativa on no pot ser vist ni escoltat pels vius, amb excepció d'un xoloitzcuintle de carrer al qual bateja com Dante. En el cementiri, en Miguel es troba amb els seus parents morts, els quals se sorprenen que aquest pugui veure'ls.
La família creu que això té relació amb la incapacitat de Mamà Imelda per creuar a l'altre costat i porten a Miguel a la Terra dels morts, una espècie de dimensió de vida després de la mort d'on tots els morts provenen per visitar als seus familiars durant la tradició del dia dels morts. Allí Mamà Imelda, Miguel i la resta de la família descobreixen que aquesta és incapaç de creuar per l'absència del seu retrat en l'ofrena de la seva família; l'oficinista que els explica la situació també li adverteix que Miguel ha de sortir abans de clarejar o en cas contrari es quedarà en aquest lloc per sempre, mentre comença a poc a poc a transformar-se en un esquelet. Com a solució, Miguel pot ser enviat de retorn a Santa Cecilia immediatament amb la benedicció de qualsevol dels seus familiars i un pètal de cempásuchil. Mamà Imelda li dona a Miguel la seva benedicció però amb la condició que s'oblidi de la música per sempre. Desesperat per no voler renunciar als seus somnis, Miguel aconsegueix escapar de la seva família morta i en sortir coneix a un mort, oblidat i solitari anomenat Héctor que l'ajudarà a trobar a Ernesto De la Cruz -ja que clama que tots dos són bons amics-, a canvi que Miguel posi el retrat d'Héctor en l'ofrena de la seva família perquè pugui creuar el pont entre el món dels vius i morts.
L'Héctor li dona a Miguel la guitarra d'un dels seus amics oblidats, Chicharrón, que s'esvaeix perquè ja no té parents vius que el recordin- Héctor també li pinta la cara a Miguel com un esquelet perquè no cridi l'atenció i així pugui participar en un concurs on el premi és una entrada a la festa d'Ernesto de la Cruz, que és una festa al món dels morts també. Mentrestant, Mamà Imelda i la resta dels parents comença a rastrejar a Miguel usant un alebrije (guies espirituals a la terra dels morts) domesticat. Una baralla entre Miguel i Héctor es produeix quan aquest últim descobreix que el primer ja podria haver tornat a casa seva des de feia estona, enlloc de necessitar aconseguir la benedicció d'algú tan ocupat com De la Cruz. En resposta, en Miguel abandona a Héctor tornant-li la seva foto, i finalment es cola en el palau De la Cruz, on prova que és el seu rebesnet davant de tots els seus convidats. Delectat, De la Cruz passa temps amb Miguel i els dos es diverteixen, però abans que aquest li doni la seva benedicció són interromputs per Héctor, que es cola en el palau. En reunir-se amb Ernesto, Héctor junta el poc que recorda amb els paral·lelismes entre una pel·lícula protagonitzada per Ernesto i descobreix al costat de Miguel que el cantant va enverinar a Héctor per robar-li les seves cançons i idees i així tornar-se famós. Desemmascarat, Ernesto mana empresonar a l'Héctor i a en Miguel en una fossa.
A la fossa, en Miguel per fi entén que la seva família intentava protegir-ho de la seva pròpia ambició, mentre que l'Héctor li revela que l'única cosa que volia era anar al món dels vius per veure a la seva filla, anomenada Coco. En Miguel s'adona que l'Héctor és el seu veritable rebesavi i en ser trobats per Mamà Imelda aquest convenç a la seva família que l'ajudin a recuperar el retrat d'Héctor, que comença a esvair-se perquè Coco l'està oblidant. En el camí al concert d'Ernesto, Miguel descobreix que de no ser per Dante, ell no hagués trobat a Héctor, revelant la seva veritable identitat com un alebrije. La família aconsegueix exposar a Ernesto com un frau davant tota la seva audiència i és aixafat per una campana de la mateixa forma que va morir. Per desgràcia, el retrat d'Héctor acaba per perdre's en el fons d'un llac. Comença a clarejar i Imelda i Héctor no tenen més opció que enviar a Miguel de tornada a Santa Cecilia sense condicions. En tornar al món dels vius, Miguel s'emporta la guitarra de De la Cruz del mausoleu (que en realitat era d'Héctor) i torna a la seva llar, on intenta que la seva besàvia Coco recordi al seu pare sense resultats, ja que Coco no respon a la seva veu. Desconsolat, Miguel fa un últim intent i li canta a la seva besàvia la cançó «Recorda'm» (una cançó que li va compondre el seu pare i la hi cantava de menuda); revitalitzant a Coco que per fi se'n recorda del seu pare. Coco comparteix els seus records i dona a Miguel el tros restant del retrat dels seus pares, en el qual apareix la cara d'Héctor. Les accions de Miguel el reconcilien amb la seva família, que finalment acaba acceptant el seu gust per la música.
Un any després en el dia de morts, Miguel i la seva àvia -ja reconciliats- posen l'ofrena dels seus familiars, incloent-hi el retrat de Mamà Coco, recentment morta. Gràcies a les cartes que Héctor li va deixar a Coco, els Rivera proven que Ernesto de la Cruz va ser un frau i és oblidat al món dels vius com en el dels morts. Mentre els Rivera celebren, són visitats pels reconciliats Imelda i Héctor, per Coco i per la resta de la seva família morta. La pel·lícula acaba amb Miguel cantant per a la seva família viva i morta.

## Personatges
- Miguel Rivera: un nen de dotze anys que aspira a ser un músic i lluita contra la prohibició de la música, norma que li ha imposat la seva família.

- Héctor: un encantador engalipador de la terra dels Morts, qui recorre a Miguel per poder anar al món dels vius.

- Ernesto de la Cruz: és el músic més famós de la història mexicana en la pel·lícula, venerat per tot el món; és l'ídol de Miguel.

- Elena Rivera, l'àvia de Miguel i filla de Mamà Coco: és la màxima vigilant de la prohibició de la música en tota la família Rivera. Estima als seus descendents i faria qualsevol cosa per protegir-los.

- Socors Rivera "Mamà Coco": besàvia de Miguel, filla de Mamà Imelda i mamà d'Elena, és una anciana molt fràgil i vella, però això no li impedeix mostrar una gran confraternització amb en Miguel. Personatge inspirat en María Salud Ramírez Caballero.[9]

- Papà: pare del Miguel.

- Mamà: mare del Miguel, està embarassada.

- Chicharrón, un amic de l'Héctor al món dels Morts.

- Oncle Berto.

- Mariachi.

- Mamà Imelda, mare de Mamà Coco, matriarca de la família del Miguel.

- Tia Rosita.

- Papà Julio.

- Oncle Óscar / Oncle Felipe.

- Mestra de cerimònies.[10][11]

## Conflicte
L'abril de 2012, Pixar va anunciar una pel·lícula inspirada en el Dia dels Morts. L'1 de maig de 2013 The Walt Disney Company va llançar una petició per fer una marca registrada de la frase “Dia dels Morts” per diverses companyies de la indústria. Aquest moviment fou molt criticat a les xarxes socials per part de les comunitats llatines, principalment en els Estats Units. Més de 21.000 persones van firmar la petició de Change.org argumentant que la marca registrada va ser “una apropiació i explotació de la cultura en el seu pitjor moment”. Una setmana després, Disney va renunciar a la marca registrada, acompanyant aquest moviment d'un comunicat argumentant que “la petició de registrar la frase es va fer per protegir el títol de la producció i activitats relacionades amb aquesta”.

## Investigació
L'equip de Pixar realitzà diversos viatges a Mèxic per tal de definir els personatges i la història de Coco. Rodolfo Juárez, de Recorreguts Culturals Jade a Oaxaca, va ser l'encarregat de la logística de les visites de l'equip a l'Oaxaca, ciutat en la qual es va fer la major part de la investigació per la pel·lícula. Finalment, matisar que els actors Taylor Cooper i Gael Garcia Bernal participaren darrere de la producció de la pel·lícula, sobretot a la creació del personatge principal, Coco.

## Doblatge en castellà
| Personatge             | Actor de veu en anglès Estats Units | Actor de veu en castellà Hispanoamericà                                        |
| ---------------------- | ----------------------------------- | ------------------------------------------------------------------------------ |
| Miguel                 | Anthony Gonzalez                    | Luis Ángel Gómez Jaramillo                                                     |
| Héctor                 | Gael García Bernal                  | Gael García Bernal                                                             |
| Ernesto de la Creu     | Benjamin Bratt                      | Marco Antonio Solís                                                            |
| Mamà Imelda            | Alanna Ubach                        | Angélica Val                                                                   |
| Avieta                 | Renée Victor                        | Angélica María                                                                 |
| Mamà Coco              | Ana Ofelia Murguía                  | Elena Poniatowska                                                              |
| Papà                   | Jaime Camil                         | César Costa                                                                    |
| Mamà                   | Sofia Espinosa                      | Sofia Espinosa                                                                 |
| Papà Julio             | Alfonso Arau                        | Alfonso Arau                                                                   |
| Tia Rosita             | Selene Lluna                        | Cecilia Suárez                                                                 |
| Tia Victoria           | Dyana Ortelli                       | Ana del Regueró                                                                |
| Oncle Óscar            | Taylor Cooper                       | Héctor Bonilla                                                                 |
| Oncle Felipe           | Herbert Siguenza                    | Héctor Bonilla                                                                 |
| Frida Kahlo            | Natalia Cordova-Buckley             | Ofelia Medina                                                                  |
| Chicharrón             | Edward James Olmos                  | Víctor Trujillo                                                                |
| Gestor                 | Gabriel Iglesias                    | Andrés Bustamante                                                              |
| Mestra de cerimònies   | Blanca Araceli                      | Fernanda Tàpia                                                                 |
| Agent d'arribades      | Octavio Solís                       | Trinat                                                                         |
| Agent de sortides      | Carla Medina                        | Carla Medina                                                                   |
| Mariachi               | Lombardo Boyar                      | Jaime López                                                                    |
| Gustavo                | Lombardo Boyar                      | Alex Lora                                                                      |
| Oficial de correccions | Cheech Marin                        | Xavier López "Chabelo"                                                         |
| Ceci                   | Denise Blasor                       | Cecilia Toussaint                                                              |
| Oncle Berto            | Luis Valdez                         | Luis Valdez                                                                    |
| Don Hidalgo            | Luis Valdez                         | Francisco Colmenero                                                            |
| Primer Abel            | Polo Rojas                          | Luis Ángel Rodríguez Sedano                                                    |
| Cosina Rosa            | Montse Hernandez                    | Denisse de la Font                                                             |
| Juan Ortodòncia        | John Ratzenberger                   | Antonio Garci                                                                  |
| Guàrdia de seguretat   | Salvador Reyes                      | Salvador Reyes                                                                 |
| Estudi de doblatge     | Walt Disney Studios (Los Angeles)   | Taller Acústic S.C. (Mèxic) Animal Music (Argentina) Igloo Music (Los Angeles) |

En aquesta ocasió s'utilitza el doblatge mexicà a tot el món hispanoparlant a causa que la trama es desenvolupa a Mèxic i els personatges són mexicans.

## Música
La composició de la banda sonora va ser realitzada per Michael Giacchino, Germaine Franco, Robert Lopez, i Kristen Anderson-Lopez. Els enregistraments de la banda sonora es van iniciar el 14 d'agost de 2017. La banda sonora es va llançar el 10 de novembre de 2017.